# 笑福亭竹林
笑福亭 竹林（しょうふくてい ちくりん、1956年4月13日 - ）は奈良県吉野郡上北山村出身の落語家（上方噺家）。出囃子『やぎの郵便やさん』。

## 来歴・人物
本名、仲村敬（なかむらけい）。血液型はA型。奈良県立五條高等学校卒業後、桃山学院大学へ進学(卒業はしていないらしい)。1980年4月1日に6代目笑福亭松鶴に入門。
後ろに束ねたロングヘアーが印象的であり、女性の表現には独特の味がある。
趣味は子育て、散歩。スキーインストラクターの資格有り。

## 得意ネタ
- 堪忍袋
- 仏師屋盗人